# Efod

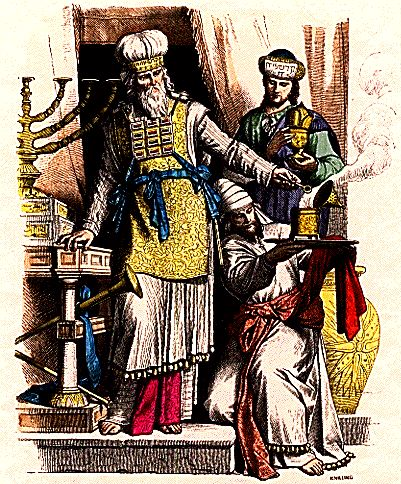
Il Sommo Sacerdote (Kohen Gadol) con i paramenti sacri. L'efod viene qui evidenziato in giallo

Un efod, o ephod (in ebraico אֵפוֹד‎?),  era un articolo di vestiario e un oggetto di culto nell'antica cultura israelita, strettamente connesso alle pratiche oracolari e rituali del sacerdozio.
Nei Libri di Samuele, Davide è descritto mentre danza indossando un efod al cospetto dell'Arca dell'Alleanza (2 Samuele 6,14) e un efod viene descritto in mostra nel santuario a Nob (Israele), con una spada dietro (1 Samuele 21,9-10), nel Libro dell'Esodo e in quello del Levitico si descrive un efod che viene preparato per il Sommo Sacerdote da indossare quale parte dei suoi paramenti ufficiali (Esodo 28,4.29,5.39,2; Levitico 8,7).
Nel Libro dei Giudici, sia Gedeone che Micah ne fanno uno di metallo, e quello di Gedeone era venerato (Giudici 8,26-27.17,5).

## Descrizione

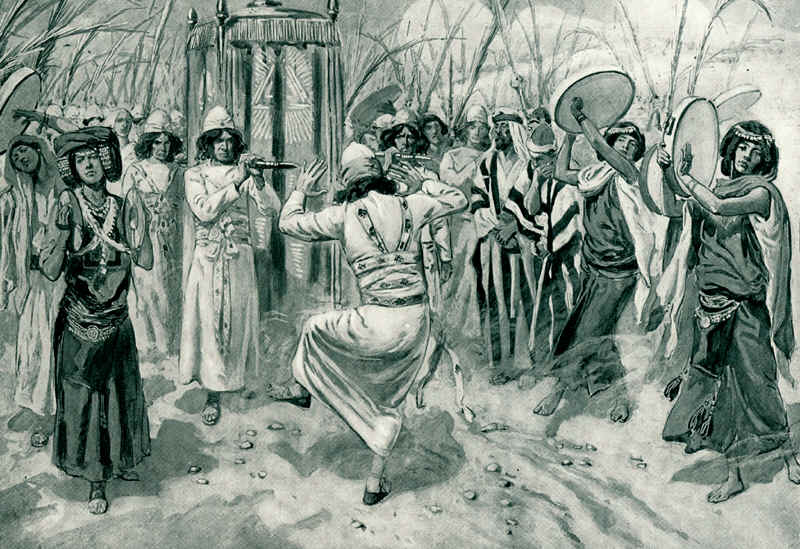
La danza di Davide, indossando l'efod

All'interno della Bibbia, nei contesti in cui è indossato, l'efod è solitamente descritto come fatto di lino, ma non costituisce un indumento completo, poiché i Libri di Samuele descrivono la moglie di Davide, Mikal, che lo schernisce per il suo esporsi indecentemente con solo un efod indosso. Sebbene alcune traduzioni della Bibbia inseriscano la parola "solo" prima di "efod" (implicando che Davide era indecente), il libro afferma che "Davide indossava un manto di bisso, come pure tutti i Leviti che portavano l'arca, i cantori e Chenania che dirigeva l'esecuzione. "Davide aveva inoltre un efod di lino" (1 Cronache 15,27); "Davide danzava con tutte le sue forze davanti all'Eterno, cinto di un efod di lino" (2 Samuele 6,14). Sembra che ci sia stata una forte implicazione religiosa e cerimoniale nell'indossare un efod, dal momento che gli 85 sacerdoti a Nob vengono specificamente identificati come quel tipo di persone che indossavano un efod; per quanto il testo masoretico qui li descriva come efod di lino (1 Samuele 22,18), la parola lino non appare nella versione Septuaginta del passo, né è presente quando il Septuaginta descrive Davide e Samuele che si cingono di un efod. Alcuni biblisti quindi reputano la sua presenza nel testo masoretico come una glossa redazionale successiva.

## Portamento e composizione
Un passo nel Libro dell'Esodo descrive l'efod come un indumento elaborato indossato dal Sommo Sacerdote, e sul quale poggiava lo Hoshen (in ebraico חֹשֶׁן‎? ẖošen), o pettorale che conteneva gli Urim e Tummim. Secondo questa descrizione, l'efod era intessuto di fili d'oro, blu, viola e scarlatto, fatto di lino pregiato, e ricamato con un'artistica intessitura in filo d'oro (Esodo 28,6-14). Il Talmud sostiene che ciascuna delle tessiture era composta da sei fili con un settimo in foglia d'oro, con un intreccio totale di 28 fili.
La descrizione biblica continua senza però descrivere la forma o lunghezza dell'efod stesso, eccetto che era tenuto fermo da una cintura ed aveva due spalline fissate con anelli d'oro e col pettorale attaccato con catene d'oro (Esodo 28,6-14); da tale descrizione sembra apparire come un qualche tipo di grembiule minimalista o un gonnello con bretelle, sebbene Rashi sostenesse che fosse come una cintura da equitazione. La descrizione biblica aggiunge inoltre che c'erano due pietre intagliate sulle spalline (come nappine), fatte di shoham (che gli studiosi pensano indichi la malachite, dalla tradizione ebraica a significare eliodoro, e tradotta da gran parte delle versioni con "onice"), e con i nomi delle Dodici Tribù ivi incise; le fonti rabbiniche classiche differiscono sull'ordine in cui le tribù vennero scritte sulle pietre (Sotah 36a).

## Origini

Schema dell'"ipotesi documentaria" o "teoria delle quattro fonti".
'J': tradizione jahvista
'E': tradizione Elohista
'D': tradizione Deuteronomista
'P': tradizione Codice Sacerdotale
'R': "Redattore" che ha compilato le fonti
- include la maggior parte del Levitico
† include la maggior parte del Deuteronomio
‡ "Deuteronomic History (Storia deuteronomica)": Giosuè, Giudici, Samuele 1&2, Re 1&2

Studiosi biblisti attribuiscono la descrizione testuale dell'efod in Esodo alla fonte sacerdotale (nell'ambito dell'"ipotesi documentaria") e ad una data successiva rispetto alle altre menzioni di Efod; i biblisti ritengono che l'efod potrebbe essersi evoluto nel tempo in questa forma altamente cerimoniale da origini più primitive (la forma di semplice lino descritto nei Libri di Samuele), in maniera molto simile all'altamente liturgico "manipolo", che si è evoluto dal normale fazzoletto.

## Usi
Oltre al suo uso come indumento, l'efod veniva anche usato a fini oracolari, in congiunzione con gli Urim e Tummim; i Libri di Samuele implicano che ogniqualvolta Saul o Davide desideravano interrogare Dio con metodi oracolari, chiedevano al sacerdote l'efod. Poiché il procedimento oracolare è considerato dagli studiosi esser stato uno di cleromanzia, con l'Urim e Tummim gli oggetti sacri designati alla divinazione, l'efod è considerato dagli studiosi come avesse una qualche forma di contenitore per l'Urim e il Tummim; per armonizzare ciò con le descrizioni dell'efod come abito, è necessario concludere che l'efod doveva essere originariamente una sorta di tasca, che i sacerdoti si cingevano alla vita. Tuttavia, il testo biblico afferma che Urim e Tummim erano collocati sul pettorale, non nell'efod (Levitico 8,8). L'integrazione delle pietre nel pettorale, così come l'interpretazione in ebraico di "Urim" come "luci", suggeriscono che Urim e Tummim potrebbero essere stati un tipo di dispositivo oculare usato dal sacerdote quando riceveva la comunicazione divina.
L'oggetto a Nob, che doveva essere stato a sé stante poiché un altro oggetto gli veniva tenuto dietro, e gli oggetti fatti da Gedeone e Micah in oro fuso, logicamente non potevano essere stati solo indumenti. Quello creato da Gedeone viene chiaramente descritto come oggetto venerato, e quindi un idolo di sorta (forse Yahweh stesso), mentre l'oggetto fatto da Micah è strettamente associato ai Terafim, e sia efod che terafim sono descritti intercambiabilmente coi termini ebraici pesel e massekah, col significato di immagine (scolpita) e immagine (fusa) rispettivamente.
Anche gli efod utilizzati a fini oracolari non erano necessariamente solo pezzi di stoffa, in quanto non sono descritti come se venissero indossati, bensì trasportati (sebbene alcune traduzioni rendano 1 Samuele 2,28 con indossare l'efod piuttosto che portare l'efod; il termine ebraico utilizzato in questi passaggi per portare è nasa, che implica in particolare che l'efod era trasportato sia in mano che sulla spalla La conclusione è quindi che Ephod in questi casi fosse un idolo portatile, davanti al quale venivano gettate le sorti; alcuni studiosi hanno suggerito che la connessione tra l'idolo e l'indumento sia che l'idolo era originariamente vestito di un indumento di lino, e il termine Ephod venne gradualmente a descrivere l'idolo nel suo complesso. Altri biblisti sostengono che l'efod originariamente si riferisse al contenitore delle pietre usate per gettare le sorti ed in seguito venne associato ad altri numerosi oggetti contenenti pietre o utilizzati per la divinazione.
Secondo il Talmud, portando l'efod si espiava per il peccato di idolatria da parte dei Figli di Israele.